# Carl Gustav Hempel
Carl Peter Gustav Hempel, nemški pisatelj, filozof in profesor. * 8. januar 1905, Oranienburg, Nemčija - 9. november 1997, Princeton, New Jersey, ZDA.
Bil je nemški pisatelj in filozof. Rodil se leta 1905 v nemškem mestu Oranienburg, umrl pa 1997 v Združenih državah Amerike. Pomemben je bil na področju logičnega empirizma, še posebej je znan po deduktivno-nomološkem modelu znanstvene razlage, ki je v 50. in 60. letih dvajsetega stoletja veljal za temeljni znanstveni model znanstvene razlage.

## Življenje
Hempel se je rodil v Nemčiji in študiral matematiko, fiziko in filozofijo na Univerzi v Göttingenu, kasneje pa še na Univerzi v Berlinu in Heidelbergu. V času študija je spoznal Davida Hilberta, kasneje enega izmed najvplivnejših matematikov 20. stoletja in avtorja zamisli matematike, ki naj bi temeljila zgolj na logiki, izpeljane iz aksiomov (trditev, ki služi kot predpostavka oziroma začetek razlaganja, argumentiranja). Znan je po "krokarjevem paradoksu", imenovan tudi "Hemplov paradoks". Ta temelji na vprašanju o tem, kaj vsebuje dokaz, ki tvori trditev. 

## Delo
Leta 1929 se je Hempel udeležil kongresa o znanstveni filozofiji. Tam je spoznal Rudolfa Carnapa, nemškega filozofa in člana tako imenovanega “dunajskega kroga”. Ta je sodeloval z "berlinskim krogom" filozofov, čigar član je postal tudi Hempel. Leta 1934 je z magistrsko nalogo o verjetnostni teoriji doktoriral na berlinski univerzi. Po opravljenem doktoratu se je bil zaradi nacističnega režima z ženo judovskih korenin, prisiljen emigrirati v Belgijo. Pri tem mu je pomagal Paul Oppenheim, nemški kemik in filozof, s katerim je Hempel leta 1936 izdal knjigo o jezikovni tipologiji in logiki. Leto pozneje se je preselil v Združene države Amerike, kjer je na univerzi v Chicagu delal kot asistent Rudolfa Carnapa. Kasneje je delal na mestni univerzi v New Yorku, Univerzi Yale (med leti 1948 in 1955) ter Univerzi Princenton skupaj s Thomasom Kuhnom, zgodovinarjem in filozofom, do leta 1973. Leta 1989 so njemu v čast na oddelku filozofije, serije treh lekcij preimenovali v “Lekcije Carla G. Hempela”. Od leta 1977 do 1985 je delal kot profesor na Univerzi v Pitsburghu. Hempel je sebe prišteval med predstavnike logičnega empirizma in ne logičnega pozitivizma, s katerim so sicer povezovali člane dunajskega in berlinskega kroga. Menil je, da logični pozitivem, v nasprotju z logičnim empirizmom, vzbuja materialno metafiziko. Verjel je, da metafizika med drugim vsebuje tudi trditve o “znanju o neznanih stvareh”. Iz tega razloga hipotez ni mogoče ovreči ali pa potrditi na podlagi dokazov.

### Deduktivno-nomološki model
Deduktivno-nomološki model (DN model), znan tudi kot Hempeljev model, Hempel-Oppenheimov model in Popper-Hempeljev model je uraden pogled na znanstvena vprašanja "zakaj...?". V skladu z deduktivno-nomološkim modelom, znanstveno razlago sestavljata dve glavni sestavini: opis pojava, ki ga je treba razložiti in stavki za pripoved o pojavu. Za uspešno obrazložitev, mora razlaga vsebovati pojasnilo, ki mora biti logično glede na razlago in stavki, ki pojasnilo sestavljajo, morajo biti resnični. Torej mora biti razlaga v obliki prepričljivega deduktivnega argumenta, pri katerem razlaga sledi iz primernih pojasnil. Ta del modela je deduktivna komponenta modela. Sledi, da morajo pojasnila vsebovati vsaj en naravni zakon, ki mora biti bistvena predpostavka pri razlagi, v smilsu, da če bi bil ta zakon odpravljen, razlaga ne bi veljala. Ta komponenta modela je nomološka. V svoji najbolj splošni formulaciji naj bi DN model veljal za razlago "splošnih zakonitosti" ali "zakonov".

### Krokarjev paradoks
Hempel je paradoks predlagal v 40. letih 20. stoletja, da ponazori protislovje med intuicijo in induktivno logiko. Tako imenovan krokarjev paradoks, znan tudi kot Hemplov paradoks oz. "Hemplovi krokarji" je paradoks o notranji ornitologiji, ki izhaja iz vprašanja, kaj tvori dokaz za neko izjavo.
--- PARADOKS:
Če je primer X opazen in v skladu s teorijo T, se poveča možnost, da je T resnična. 
Hempel to ponazarja s primerom indukcije (indukcija = metoda v logiki za sklepanje iz delnega k celotnem oz. iz individualnega k univerzalnem.): Teorija, da so vsi krokarji črni. Primer: odidemo v naravo in opazujemo krokarje, bi lahko zaključili, da so vsi krokarji črni. Večkrat, ko bomo to opazovanje ponovili, bolj bomo verjeli v teorijo, ki pravi: "vsi krokarji so črni".
Torej lahko trdimo, da je izjava A:  "vsi krokarji so črni"  enaka izjavi B: "vse stvari, ki niso črne, niso krokarji.", ta pa je enaka izjavi C: "Krokarji, ki niso črni, ne obstajajo." 
A=B B=C C=A
Če na primer pogledamo rdeče jabolko, ugotovimo, da ni črno in če bomo to bolje preučili, bomo prišli do zaključka, da ni krokar. Torej bi moralo glede na načelo indukcije, gledanje rdečega jabolka, povečati naše prepričanje, da so vsi krokarji črni. Potemtakem, bi lahko izjavo "vsi krokarji so črni", potrdili že s tem, da le opazujemo stvari okoli sebe, ki niso črne (na primer naša miza, ki je rjava in ne črna in ni krokar). 
Paradoksni del teh izjav pa je, da lahko izvemo informacije o krokarjih, na podlagi drugih stvari (na primer v zgornjem primeru: jabolka). Torej lahko izvemo nove informacije o nečem, jih prej nismo vedeli zato, ker smo vedeli informacije o drugih stvareh.
---PONUJENA REŠITEV ZA KROKARJEV PARADOKS:
Rešitev vključuje omejitev posploševanj, ki jih lahko potrdijo njihovi primeri, zanikanje načela, da če dokaz potrdi hipotezo, tudi potrjuje vsako logično enakovredno hipotezo in sprejemanje sklepa, da je opazovanje dejansko relevantno, čeprav je neznatno.

### Hemplova dilema
Hempel je trdil, da je fizikalizem (fizikalizem je doktrina, da je fizično vse, kar obstaja) bodisi topoumen ali napačen. "Fizični" se nanaša ali na vsebino današnje fizike ali pa na fiziko v prihodnosti, ko bo znanost popolna in pravilna. Če izberemo prvo, je fizikalizem napačen, ob predpostavki, da obstajajo fizikalni pojavi, ki jih fiziki še niso odkrili. Če pa zberemo prvo, je fizikalizem topoumen, saj ne vemo katere stvari bi lahko v prihodnosti postale predmet fizike, zato bi se v skladu s to definicijo vse lahko v prihodnosti izkazalo fizično.

## Dela
Med njegova najbolj znana dela spadajo:
- Funkcija splošnih zakonov skozi zgodovino (1942)
- Študija logike o potrditvi (1945)
- Geometrija in empirična znanost (1945)
- Logika funkcionalne analize (1959)
- Vidiki znanstvene razlage (1965)
- Filozofija naravne znanosti (1966)
- Znanstvena razlaga (1967).